# 木村知貴
木村 知貴（きむら ともき、1978年〈昭和53年〉8月31日 - ）は、日本の俳優。秋田県鹿角市出身。DASH所属。

## 人物
小学生から高校生までアルペンスキーに明け暮れる日々を過ごす。その後京都の大学に進学。卒業後、自主映画に関わり役者を始め上京。劇団東京乾電池アクターズラボを経て自主・商業の枠に捉われず、映画を中心に活動している。
趣味はギター、路地裏散策、ビリヤード。特技はアルペンスキー、秋田弁、関西弁。普通自動車免許、普通自動二輪免許、調理師免許所持。

## 出演

### 映画
- 都会の夢 (髙木駿一監督 2008年)
- 銀の鈴 (斉藤勝監督 2009年)
- 誘拐ラプソディー (榊英雄監督 2009年)
- 恐竜いらない (本田雅英監督 2010年)
- 堀人 (内藤壮平監督 2010年)
- TUESDAYGIRL (今泉力哉監督 2011年)
- ご祝儀 (甲斐博和監督 2011年) - 主演
- 適当ゴールデンボーイズ〜素晴らしきこの世界〜 (勝又悠監督 2011年)
- 口笛狂騒曲 (松浦健志監督 2011年)
- ASSORT (岡元雄作監督 2011年)
- おれたちの未来 (阿部敬史監督 2011年)
- 虚妄の市 (下山繁紀監督 2011年)
- 11. (甫木元空監督 2011年)
- ワルダクミ (八木下雄介監督 2011年)
- are sore (作田遥人監督 2011年)
- 春の風が夏に吹く (川嶋隼人監督 2011年)
- おもちゃを解放する (酒井善三監督 2011年)
- トゥルボウ (多田昌平監督 2012年) - 主演
- 深爪 (花島寿美子監督 2012年)
- 空の下のかたまり (中屋充史監督 2012年)
- Playback (三宅唱監督 2012年)
- うしろの鬼軍曹 (鈴木俊哉監督 2012年)
- Beyond The Blood (ギヨーム・トーブロン監督 2012年)
- きたかたたけとし (内藤壮平監督 2012年) - 主演
- ぴかぴか (頃安祐良監督 2012年)
- ヒゲとりぼん (片岡翔監督 2012年)
- 労働者階級の悪役 (平波亘監督 2012年)
- GET BACK NIGHIT (山田剛志監督 2012年)
- 明日から嫁は産休です (須田虎太郎監督 2012年) - 主演
- 小さな机と小さな椅子 (中屋充史監督 2012年)
- 籠魚 (佐藤公紀監督 2012年)
- 吾輩は木村の猫である (片岡翔監督 2012年) - 主演
- 降霊 (頃安祐良監督 2012年)
- 犬のようだ (甲斐博和監督 2012年) - 主演
- The Shadow Inside (トム・フリント監督 2013年)
- 沈まない三つの家 (中野量太監督 2013年)
- トムソーヤーとハックルベリーフィンは死んだ (平波亘監督 2013年)
- わたしたちに許された特別な時間の終わり (太田信吾監督 2013年)
- 帰郷 (重政良太監督 2013年)
- ヴェルニ (丸山夏奈監督 2013年)
- アナタの白子に戻り鰹 (今井真監督 2013年)
- 友達 (遠藤幹大監督 2013年)
- あれから (篠崎誠監督 2013年)
- はつ恋 (鶴岡慧子監督  2013年)
- ビューティフル・ニュー・ベイエリア・プロジェクト (黒沢清監督  2013年)
- こっぴどい猫 (今泉力哉監督 2013年)
- Light and Shadow (鈴木淳評監督 2013年)
- 私は知ってる、私は知らない (澤田サンダー監督 2013年)
- チチを撮りに (中野量太監督 2013年)
- DAUGHTERS (二宮健監督 2014年)
- カインド・オブ・ブルー (藤田純監督 2014年)
- 時空のおっさん (鈴木淳評監督 2014年)
- 捨て看板娘 (川合元監督 2014年)
- 或る夜の電車 (金允洙監督 2014年)
- SHARING (篠崎誠監督 2014年)
- 椿、母に会いに (髙木駿一監督 2015年)
- たまこちゃんとコックボー (片岡翔監督 2015年)
- ロード・オブ・ツリメラ (塩出太志監督 2015年)
- SLUM-POLIS (二宮健監督  2015年)
- 戦慄怪奇ファイル コワすぎ!最終章 (白石晃士監督 2015年)
- ひとまずすすめ (柴田啓佑監督  2015年)
- ひとまずすすんだ、そのあとに (柴田啓佑監督  2015年)
- 退屈な日々にさようならを (今泉力哉監督 2016年)
- イノセント '15 (甲斐博和監督 2016年)
- 湯を沸かすほどの熱い愛 (中野量太監督 2016年)
- 知らない、ふたり (今泉力哉監督 2017年)
- スクールアウトサイダー(松本花奈監督 2017年)
- 穴を掘る (矢川健吾監督 2017年)
- うろんなところ (池田暁監督 2017年)
- 世界を変えなかった不確かな罪 (奥田裕介監督 2017年)
- THE LIMIT OF SLEEPING BEAUTY (二宮健監督 2017年)
- pinto (矢野瑛彦監督 2017年)
- 賑やか (矢野瑛彦監督 2017年)
- 蹄 (木村あさぎ監督 2017年)
- LOCAL RULE (二宮健監督 2017年)
- 白T (金允洙監督 2017年)
- 憧れ (貴田明日香監督 2017年)
- 遠い光 (宇津野達哉監督 2017年) - 主演
- トータスの旅 (永山正史監督 2017年) - 主演
- 満月の夜には思い出して (川北ゆめき監督 2018年)
- あいが、そいで、こい (柴田啓佑監督 2018年)
- カルチェ (植木咲楽監督 2018年)
- 天の火 (窪瀬環監督 2018年)
- 息衝く (木村文洋監督 2018年)
- からっぽ (野村奈央監督 2018年)
- 絶倫謝肉祭 (佐々木浩久監督 2018年)
- ヒロイン (松崎まこと監督 2018年)
- 天然☆生活 (永山正史監督 2018年)
- 化け物と女 (池田暁監督 2018年)
- デイアンドナイト (永山正史監督 2018年)
- 約束の時間 (ごとうたつや監督 2018年)
- 息衝く (木村文洋監督 2018年)
- 飢えたライオン (緒方貴臣監督 2018年)
- 枝葉のこと (二ノ宮隆太郎監督 2018年)
- 犬猿 (吉田恵輔監督 2018年)
- 恋は雨上がりのように (永井聡監督 2018年)
- 音量を上げろタコ！なに歌ってんのか全然わかんねぇんだよ!! (三木聡監督 2018年)
- 菊とギロチン (瀬々敬久監督 2018年)
- はだかのおじさん (青木伸和監督 2019年) - 主演
- 夜のそと (中川奈月監督 2019年)
- アストラル・アブノーマル鈴木さん (大野大輔監督 2019年)
- SHELL and JOINT (平林勇監督 2019年)
- 愛がなんだ (今泉力哉監督 2019年)
- 楽園 (瀬々敬久監督 2019年)
- 喝風太郎!! (柴田啓佑監督 2019年)
- 東京の恋人 (下社敦郎監督 2019年)
- シライサン (安達寛高監督 2020年)
- 希望のゆくえ (貝田祐介監督 2020年) - 主演
- AI崩壊 (入江悠監督 2020年)
- 恋するけだもの (白石晃士監督 2020年)
- コーンフレーク (磯部鉄平監督 2020年)
- 由宇子の天秤 (春本雄二郎監督 2020年)
- 復讐の鐘を打て (万田邦敏監督 2020年)
- the believers (平波亘監督 2020年)
- きまじめ楽隊のぼんやり戦争 (池田暁監督 2020年)
- ハッピーエンディングス (大崎章監督 2021年)
- お別れの歌 (柴田啓佑監督 2021年)
- 激怒 (高橋ヨシキ監督 2021年)
- PDCA (栗林嶺監督 2021年)
- ten (板橋基之監督 2021年) - 主演
- かば (川本貴弘監督 2021年)
- 星屑の子 (内田英治監督 2021年)
- 裸足で鳴らしてみせろ (工藤梨穂監督 2021年)
- DANCING MARY ダンシング・マリー (SABU監督 2021年)
- マニアックドライバー (光武蔵人監督 2022年) - 主演
- 大怪獣のあとしまつ (三木聡監督 2022年)
- ケイコ　目を澄ませて (三宅唱監督 2022年)
- 宝の庭 (渡邉高章監督 2022年)
- 生きててよかった (鈴木太一監督 2022年)
- I AM JAM ピザの惑星危機⼀髪！ (辻凪子監督 2022年)
- Bridal, my Song (板橋基之監督 2022年)
- 餓鬼が笑う (平波亘監督 2022年)
- ま心 Eve (浅田政志監督 2022年)
- 窓辺にて (今泉力哉監督 2022年)
- 夜のスカート (小谷忠典監督 2022年)
- はこぶね (大西諒監督 2022年) - 主演
- ラーゲリより愛を込めて (瀬々敬久監督 2022年)
- ちひろさん (今泉力哉監督 2023年)
- SEE HEAR LOVE (イ・ジェハン監督 2023年)
- Love Will Tear Us Apart (宇賀那健一監督 2023年)
- さよならモノトーン (神村友征監督 2023年)
- 海鳴りがきこえる (岩崎孝正監督 2023年)
- ナックルガール (チャン監督 2023年)
- クオリア（牛丸亮監督 2023年）[3]
- ふたりの傷跡（野田英季 2023年） - スタジオ店長 役[4]
- ホゾを咬む（高橋栄一監督 2023年） - 月見里海 役[5]
- 蘭島行 (鎌田義孝監督 2023年) - 主演[6]
- あとがき（玉木慧監督 2024年）[7]
- スミコ22（福岡佐和子監督 2024年） - 木村 役[8]
- ゴミ屑と花（大黒友也監督 2024年） - 木村 役[9]
- カオルの葬式（湯浅典子監督 2024年） - ワヤン 役[10]
- 室井慎次 敗れざる者（本広克行監督 2024年） - 井戸川伸 役
- アイチェルカーレ（小池匠監督 2025年） - 仁藤登志樹 役[11]
- 片思い世界（土井裕泰監督 2025年） - 港湾の作業員 役[12]
- 逃走（足立正生監督 2025年公開予定）[13]

### ドラマ
- EXERCISE DEAD 〜死のエクササイズ〜（2012年11月29日 - 2013年3月22日、YouTube） - レギュラー
- 午前3時の無法地帯 第7話（2012年12月20日配信開始、BeeTV）
- デリバリーお姉さん（2016年1月2日、TVK）
- 東京センチメンタル 第10話（2016年3月19日、テレビ東京）
- 超ドSナイトの夜（2016年11月8日 - 12月27日、SBS）
- 怒Sナイトの乱（2019年2月2日 - 2月23日、SBS）
- すじぼり 第9話・第10話（2019年6月21日配信開始、U-NEXT）
- ミリオンジョー 第9話（2019年12月4日、テレビ東京）
- 時効警察はじめました 第1話（2019年10月11日、テレビ朝日）
- 呪怨：呪いの家 第6話（2020年7月3日配信開始、Netflix） - 引越し業者 役
- 私の夫は冷凍庫に眠っている 第2話（2021年4月17日、テレビ東京）
- RISKY 第5話（2021年4月23日、MBS）
- 生きるとか死ぬとか父親とか 第9話（2021年6月4日、テレビ東京）
- 彼女のウラ世界（2021年6月21日、フジテレビTWO・ひかりTV）
- 孤独のお掃除時間 第4話（2021年11月1日、Amazon Prime Video）
- 未来世紀SHIBUYA 第2話（2021年11月26日、Hulu）
- 鹿楓堂よついろ日和 第3話（2022年1月29日、テレビ朝日）
- 甘美王〜麗しのエンジェル・キッス〜（2022年3月5日、テレビ東京） - 密原信二 役
- 新・ミナミの帝王 第21話（2022年3月22日、関西テレビ）
- インビジブル 第8話・第10話（2022年6月3日・17日、TBS） - 興行主 役
- 星新一の不思議な不思議な短編ドラマ「夜と酒と」（2022年7月5日、NHK）
- 雪女と蟹を食う（2022年7月9日 - 9月24日、テレビ東京） - 柴田 役
- 晩酌の流儀 第6話（2022年8月5日、テレビ東京） - 不動産屋の客 役
- DORONJO（2022年10月7日 - 12月16日、WOWOW）
- 覆面D（2022年10月15日配信開始、AbemaTV）
- 完全に詰んだイチ子はもうカリスマになるしかないの 第1・2・最終話（2022年11月2日・9日・12月21日、テレビ東京） - 最上圭介 役
- TOKYO VICE（2022年12月24日配信開始、WOWOW）
- 大河ドラマ どうする家康 第7話（2023年2月19日、NHK）
- ゲキカラドウ2 第5話（2023年5月4日、テレビ東京） - 関西男 役
- 古書堂ものがたり「罪なき咎人」 第9・10話（2023年6月7日・14日、ひかりTV・Lemino） - 瀬良猛 役
- ポケットに冒険をつめこんで 第5話（2023年11月16日、テレビ東京） - 伊佐未 役
- 闇バイト家族 第3話 - 第11話（2024年1月20日 - 3月16日、テレビ東京） - 岩永（一ノ瀬の手下） 役[14]
- ハコビヤ 第5話（2024年2月10日、テレビ東京） - 柏 役[14][注 1]
- 連続ドラマ かっこいいスキヤキ 第1話（2024年4月20日、テレビ愛知） - 彼氏 役
- 9ボーダー 第2話（2024年4月26日、TBS）- 千葉 役
- 1122 いいふうふ 第3話（2024年6月14日、Amazon Prime Video） - 店員 役
- ひだまりが聴こえる（2024年7月4日 - 9月19日、テレビ東京） - 哲学の教授 役
- 龍が如く〜Beyond the Game〜（2024年10月25日 - 11月1日、Amazon Prime Video）
- ドラマW ゴールデンカムイ -北海道刺青囚人争奪編- 第5話（2024年11月3日、WOWOW） - 仲沢達弥 役[15]
- 晩餐ブルース 第1話（2025年1月23日、テレビ東京） - 金田 役
- こんばんは、朝山家です。（2025年7月6日 - 、朝日放送テレビ・テレビ朝日） - 小田原誠 役[16]
- 君は武道館に立てない（2025年7月9日 - 、BUMP） - 浜本巌 役[17][18]

### CM
- TOYOTA Start Your Impossible「touchi」(2019年)
- サントリー黒烏龍茶
  - 黒烏龍譚 其ノ五「おしぼり」篇 (2020年)
  - 黒烏龍譚 其ノ七「プロ」篇 (2020年)
- KDDI UQ mobile UQUEEN
  - 「登場」篇 (2021年)
  - 「懇願」篇  (2021年)
  - 「馬」篇 (2021年)
  - 「Wi-Fi 開通式」篇  (2022年)
  - 「ドッペルゲンガー」篇  (2022年)
  - 「家族イメージ」篇  (2022年)
  - 「先代登場」篇 (2022年)

### MV
- 欅坂46『サイレントマジョリティー』平手友梨奈個人PV (2016年)
- 般若「乱世」(2018年)
- Official髭男dism「アポトーシス」(2021年)
- Hey!Say!JUMP「君とみた一等星」(2022年)
- YOFUKE「愛雨」(2022年)

### 受賞歴
- SSFF ＆ ASIA ジャパン部門ベストアクターアワード『トゥルボウ』(2012年)
- 第8回 田辺・弁慶映画祭 男優賞『ひとまずすすめ』＆『SLUM-POLIS』(2014年)
- 長岡インディーズムービーコンペティション男優賞『捨て看板娘』(2016年)
- 第10回 田辺・弁慶映画祭 男優賞『トータスの旅』(2016年)
- 第16回 田辺・弁慶映画祭 スペシャルメンション(木村知貴) 『はこぶね』(2022年)
- 第23回 TAMA NEW WAVEコンペティション グランプリ ベスト男優賞『はこぶね』(2022年)